# Torrington (Wyoming)
Torrington ist eine Stadt im US-Bundesstaat Wyoming. Sie ist County Seat von Goshen County. Das U.S. Census Bureau hat bei der Volkszählung 2020 eine Einwohnerzahl von 6.119 ermittelt.

## Geographie
Die Stadt hat eine Fläche von 9,2 km². Sie liegt am North Platte River.

## Demographie
Laut der Volkszählung 2010 verteilten sich die 6501 Einwohner auf 2527 Haushalte. Die Bevölkerungsdichte lag bei 706,6 Einw./km². 93,2 % bezeichneten sich als Weiße, 1,0 % als Afroamerikaner, 0,9 % als Indianer, 0,5 % als Asian Americans, 3,0 % gaben die Angehörigkeit zu einer anderen Ethnie und 1,3 % zu mehreren Ethnien an. 11,3 % der Bevölkerung bestand aus Hispanics oder Latinos.
Im Jahr 2010 lebten in 26 % aller Haushalte Kinder unter 18 Jahren sowie 33,2 % aller Haushalte Personen mit mindestens 65 Jahren. 59,6 % der Haushalte waren Familienhaushalte (bestehend aus verheirateten Paaren mit oder ohne Nachkommen bzw. einem Elternteil mit Nachkomme). Die durchschnittliche Größe eines Haushalts lag bei 2,21 Personen und die durchschnittliche Familiengröße bei 2,83 Personen.
23,5 % der Bevölkerung waren jünger als 20 Jahre, 25,2 % waren 20 bis 39 Jahre alt, 26,2 % waren 40 bis 59 Jahre alt und 25,3 % waren mindestens 60 Jahre alt. Das mittlere Alter betrug 41,4 Jahre. 52,5 % der Bevölkerung waren männlich und 47,5 % weiblich.
Das durchschnittliche Jahreseinkommen lag bei 41.959 $, dabei lebten 18,4 % der Bevölkerung unter der Armutsgrenze.

## Persönlichkeiten
- Stanley Knapp Hathaway (1924–2005), Politiker, Innenminister der Vereinigten Staaten, praktizierte als Anwalt in Torrington.
- William Kent Krueger (* 1950), Kriminalschriftsteller, wurde in Torrington geboren.